# ザムトゲマインデ・ボテル
ザムトゲマインデ・ボテル (ドイツ語: Samtgemeinde Bothel) は、ドイツ連邦共和国ニーダーザクセン州ローテンブルク（ヴュンメ）郡に属すザムトゲマインデ（集合自治体）である。

## 地理

### 位置
このザムトゲマインデは、リューネブルガー・ハイデからほど近いヴュンメ低地に位置しており、ローダウ川とヴィーダウ川に挟まれた自然のままの砂地、森、荒れ地の土地が残っている。

### 隣接する市町村
ローテンブルク (ヴュンメ)、シェーセル、シュネーファーディンゲン、ノイエンキルヒェン（後の2町村はハイデクライス郡）、フィッセルヘーヴェデ、キルヒリンテルン（フェルデン郡）、ザムトゲマインデ・ゾットルムである。

### ザムトゲマインデを構成する町村
このゲマインデは以下の町村からなる（西から東の順）。
- ヴェスターヴァルゼーデ
- キルヒヴァルゼーデ
- ヘムスビュンデ
- ボテル（首邑）
- ブロッケル
- ヘムスリンゲン

## 歴史
1906年まで現在のザムトゲマインデ・ボテルの地域は大変に貧しい地方で、多くの住民がたとえばオランダなどへ出稼ぎに行かなければならなかった。1906年にブレーメンからハノーファーへの鉄道（ブレーマーフェルデ - ヴァルスローデ線）が建設され、ブロッケルとボテルの間を通ることとなった。この路線は1958年に廃止された。1974年にブロッケルとヴィットルフ（フィッセルヘーヴェデ）の間の施設が撤去され、現在は広域自転車道として利用されている。その他の区間の撤去作業は間もなく行われる。ザムトゲマインデ・ボテルは1971年に旧主任司祭管区ブロッケルとキルヒヴァルゼーデが合併して成立した。行政の本部は、ザムトゲマインデで最大で中央に位置する町村であるボテルに置かれた。

## 宗教
信仰をもつ住民の多くはプロテスタント・ルター派の信者である。ルター派のキリシタンはフィッセルヘーヴェデ教会区に属すブロッケル教会またはキルヒヴァルゼーデ教会に組織されている。ローマ・カトリックの住民はローテンブルク聖体教会に属す。この他、イスラム教、エホバの証人、自由教会、バプテスト教会、新使徒派教会の信者もいる。また、ドイツ全土でそうであるように、無宗教の人口も増加している。

## 行政

### 議会
このザムトゲマインデの議会は22議席からなる。ザムトゲマインデの長は議会に属しており、議席と投票権を有している。

### 紋章
銀の斜め波帯で二分割。向かって右上は赤地に、6本の根と6枚の葉を持つオークの木。向かって左下は緑地で、右向き（向かって左向き）に跳ねる銀の馬。
6枚の葉を持つオークの木は6つの構成町村とザムトゲマインデを示している。馬はこの地方における農業と馬生産の重要さを象徴している。波帯はザムトゲマインデ内を流れる何本かの小川を表している。

## 文化と見所
ブロッケルのオランダ風車、ブロッケルとキルヒヴァルゼーデには古い村の教会がある。ヘムスビュンデ、キルヒヴァルゼーデ、ボテルの間にブレン湖がある。

## 経済と社会資本

### 経済
ザムトゲマインデ・ボテルにはいくつかの木材加工業、車体製造、食品加工の会社がある。ブロッケルには木製玩具の会社（ジーファース）がある。またこの地方にはパドルボートを楽しめる湖や小川があり、短期休暇の水遊びスポットとなっている。また、乗馬や狩を楽しむ休暇者もこの地方を訪れる。

### 交通
交通は主に南北方向に走っている。ザムトゲマインデ内を連邦道B440号線、B71号線およびいくつかの郡道が通っている。公共交通機関は、全く不十分な状態である。路線バスはほぼ通学時間帯にしかない。最寄りの駅はローテンブルク (ヴュンメ)とフィッセルヘーヴェデにある。かつてはザムトゲマインデ内をブレーマーフェルデ - ヴァルスローデ線が走っていた。一番西端のヴェスターヴァルゼーデにはヴェーザー＝アラー鉄道の駅がある。ボテルとブロッケルを通るY-テラス計画がある。

### 社会施設
ブロッケルには養護施設がある。最寄りの病院はローテンブルク (ヴュンメ) のディアコニー病院と、フェルデン (アラー)のアラー＝ヴェーザー病院である。

## 引用
1. ↑  Landesamt für Statistik Niedersachsen, LSN-Online Regionaldatenbank, Tabelle A100001G: Fortschreibung des Bevölkerungsstandes, Stand 31. Dezember 2023